# Pan Qimiao
Pan Qimiao (en chinois : 潘其妙), née le 9 juin 2009, est une escrimeuse chinoise pratiquant le sabre. Elle remporte la médaille de bronze en individuel lors des championnats du monde 2025, à l'âge de 16 ans.

## Biographie
Originaire de Pékin, Pan Qimiao est la fille d'un informaticien. Elle débute l'escrime à l'école primaire, en 2016. Ses résultats en compétitions nationales lui permettent d'être sélectionnée pour les championnats d'Asie et du monde cadet et junior, bien que n'ayant pas le statut de sportive professionnelle, profitant de la réforme de sélection menée par la fédération chinoise.
Elle est titrée championne du monde junior en 2024.
Elle intègre l'équipe de Chine senior en 2024, à l'âge de 15 ans. Elle remporte l'épreuve par équipe de la Coupe Acropolis en mars 2025. Pour sa première participation aux championnats du monde, elle remporte la médaille de bronze en individuelle, après avoir été battue en demi-finale par la future championne du monde Yana Egorian,.

## Palmarès
- Championnats du monde
  -  Médaille de bronze individuelle aux championnats du monde d'escrime 2025 à Tbilissi